# Quinto Junio Rústico
Quinto Junio Rústico (en latín: Quintus Iunius Rusticus) (c.90-c. 170) fue un senador romano que vivió en el siglo II, cuyo cursus honorum se desarrolló bajo los imperios de Adriano, Antonino Pío, Lucio Vero y Marco Aurelio.

## Familia
Era hijo[cita requerida] de Quinto Junio Aruleno Rústico, consul suffectus en 92, bajo Domiciano, importante filósofo estoico, que había sufrido persecución por su oposición al absolutismo de Domiciano y había terminado por ser ejecutado por ello en 93.

## Carrera
Junio Rústico, al igual que su padre, fue educado en el estoicismo, doctrina que conocía con la profundidad suficiente como para ser maestro de filosofía del futuro emperador Marco Aurelio.
Su carrera pública debió comenzar al inicio del imperio de Adriano, pero, su primer cargo conocido fue el de consul suffectus en 133.
Poco después, ya bajo Antonino Pío, en algún momento entre 138 y 145 fue nombrado gobernador de la provincia Hispania Citerior Tarraconensis.
De vuelta a Roma, se dedicó a las labores propias de un senador de rango consular en el Senado romano y a la filosofía, momento en el que debió profundizar su tarea de maestro  del futuro emperador Marco Aurelio, quien al llegar al trono decidió contar con Rústico otorgándole el raro honor de un segundo consulado, esta vez como consul ordinarius en 162 junto con Lucio Ticio Plaucio Aquilino. Inmediatamente después, Marco Aurelio le encomendó el prestigioso cargo de Prefecto de la Urbe entre los años 163 y 167,
en cuyo desempeñó presidió el juicio y condena de varios mártires cristianos, entre los que destaca el del apologeta Justino en 165.

## Obras
Rústico, junto con Epicteto y el emperador Marco Aurelio, fue uno de los filósofos más conocidos del siglo II, profesando como doctrina el estoicismo, aunque, a diferencia de los otros dos autores, no conservamos ninguna de sus obras, aunque su condición de maestro de Marco Aurelio, permite entrever su pensamiento a través del de su discípulo.